# 阿爾達布拉群島

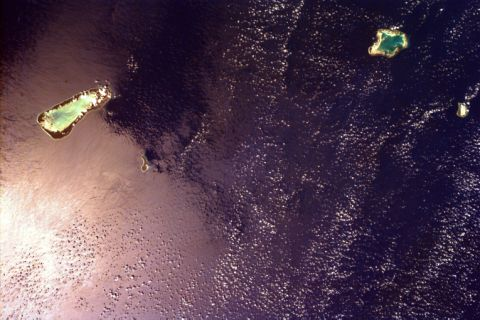

阿爾達布拉群島是東非國家塞舌爾的群島，位於馬達加斯加以北360公里的印度洋南部，由2個島嶼（阿桑普申島、阿斯托夫島）和2個環礁（阿爾達布拉環礁、科斯莫萊多環礁）組成，土地總面積175.91平方公里。
9°42′S 47°3′E / 9.700°S 47.050°E